# Raúl Esparza
 (mars 2019).
Si vous disposez d'ouvrages ou d'articles de référence ou si vous connaissez des sites web de qualité traitant du thème abordé ici, merci de compléter l'article en donnant les références utiles à sa vérifiabilité et en les liant à la section « Notes et références ».
Raúl Esparza est un acteur et chanteur américain né le 24 octobre 1970 à Wilmington dans le Delaware. Il est surtout connu pour son rôle de Rafael Barba dans la série New York, unité speciale et celui du Dr Frederick Chilton dans la série Hannibal mais il a également eu une carrière prolifique à Broadway.

## Biographie
Raúl Esparza est né le 24 octobre 1970 à Wilmington dans le Delaware. Ses parents sont cubains. Il a été élevé à Miami, Floride.

### Vie privée
Il est marié à Michele Marie Perez entre 1993 et 2008. En 2006, il se déclare bisexuel dans un entretien accordé au New York Times.

## Carrière
Raúl Esparza commence sa carrière en 1993 dans la série South Beach, mais ce n'est qu'en 1997 qu'il revient lors d'un épisode de Spin City.
Après 9 ans loin du petit et grand écran, l'acteur joue dans le film Jugez-moi coupable 
En 2009 et 2010 il joue dans un épisode des séries New York, section criminelle New York, police judiciaire, puis entre 2012 et 2018, il campe le procureur Rafael Barba dans New York, unité spéciale, série dans laquelle il fait une nouvelle apparition en 2020 et dont le retour est prévu en 2021 pour au moins un épisode, cette fois-ci au poste d'avocat de la défense.
En 2013, il obtient le rôle du Dr Frederick Chilton dans la série Hannibal de Bryan Fuller.
Entre 2016 et 2017 il prête sa voix pour la série d'animation de Netflix BoJack Horseman, ainsi que le film Custody de James Lapine avec Viola Davis (entre autres).
En 2018 il joue dans plusieurs épisodes de la troisième saison de The Path.
Il a également une carrière sur les planches de Broadway et a notamment été au casting de show tels que Company, Leap of Faith, Tick, Tick... Boom!, Taboo, Cabaret ou encore The Rocky Horror Show.

## Filmographie

### Cinéma
- 2006 : Jugez-moi coupable : Tony Compagna
- 2010 : My Soul to Take : Abel
- 2011 : G. W. B. : Nevada
- 2017 : Custody de James Lapine : Luis Sanjuro
- 2017 : Ferdinand : Moreno (voix)

### Télévision

#### Séries télévisées
- 1993 : South Beach : Freddy
- 1997 : Spin City : Un journaliste
- 2007 : Great Performances : Bobby
- 2007 : Pushing Daisies : Alfredo Aldarisio
- 2009 : New York, section criminelle : Kevin Mulrooney
- 2010 : New York, police judiciaire : Dennis Di Palma
- 2010 : Médium : David Ostrowski
- 2011 : A Gifted Man : Phillip Romero
- 2012 : 666 Park Avenue : Phillip Perez
- 2012 - 2021 : New York, unité spéciale : Rafael Barba
- 2013 - 2015 : Hannibal : Dr Frederick Chilton
- 2014 : Dora and Friends : Au cœur de la ville (Dora and Friends : Into the City !) : Big Bad Wolf

- 2016 - 2017 : BoJack Horseman : Ralph Stilton
- 2018 : The Path : Jackson Neill
- 2021 : Dopesick : Paul Mendelson
- 2021 : New York, crime organisé
- 2022 : Candy : Don Crowder
- 2023 : The Answers : Dr. Crowe

#### Téléfilms
- 2011 : Georgetown de Mark Piznarski : Vincent Feig